# Beveridge
Beveridge – miasto w Australii, w stanie Wiktoria.